# Насташевский, Виктор Викторович
Ви́ктор Ви́кторович Насташе́вский (укр. Віктор Вікторович Насташевський; 10 августа 1957, Караганда — 1 января 2025) — советский футболист, нападающий, мастер спорта СССР (1976), победитель юниорского турнира УЕФА 1976, рекордсмен второй лиги СССР по забитым голам за сезон (1983, 41 мяч).

## Карьера игрока
Родился в Караганде, где его отец, Виктор Насташевский-старший, играл за местную команду второй лиги «Шахтёр», в которой провёл пять сезонов.
В 1966 году семья Насташевских вернулась на Украину, в Киев. В девятилетнем возрасте Насташевский поступил в киевский спортинтернат, где его тренером был Виктор Алексеевич Горбач. Окончив в 1974 году обучение, Насташевский получил приглашение от Валерия Лобановского, перейти в киевское «Динамо», стал чемпионом СССР среди дублёров. В 1976 году дебютировал в высшей лиге в гостевом матче против «Зенита» (Ленинград) (1:1).
На юниорском турнире УЕФА 1976 года, проходившем в Венгрии, стал чемпионом и лучшим бомбардиром. После турнира получил приглашение от французского «Нанта».
Пробиться в основной состав киевского «Динамо», где в нападении играли такие мастера, как Олег Блохин и Владимир Онищенко, было сложно. Вскоре, по рекомендации вернувшегося из Киева Виктора Звягинцева, Насташевский был приглашён в донецкий «Шахтёр». Играл чаще в дублирующем составе, в котором забил 11 голов в сезоне. Постепенно начал играть за основу, но вскоре был призван в армию и отправлен в киевский СКА из второй лиги. В 1979 году приглашался в никопольский «Колос», днепропетровский «Днепр»; из московского «Спартака» для переговоров прилетел Константин Бесков. Недавно женившийся Насташевский отказался переезжать в Москву и остался в СКА.
В 1980 году с командой, которую возглавил Алексей Мамыкин, стал победителем второй лиги. В переходных играх против гродненского «Химика» и барнаульского «Динамо» клуб добыл путёвку в первую лигу. Насташевский забил по голу в двух матчах с «Динамо». Мамыкин вскоре из-за разногласий с руководством клуба покинул команду. В 1982 году СКА, заняв предпоследнее 21 место, вновь опустился во вторую лигу. В следующем сезоне клуб снова победил в турнире, а Насташевский стал лучшим бомбардиром первенства, забив 41 гол, установив рекорд лиги. В переходном турнире команда не смогла снова пробиться в первую лигу. В следующем сезоне Насташевский вновь стал лучшим бомбардиром лиги, забив 22 мяча. По окончании контракта, в 1985 году, покинул клуб, полсезона проведя в никопольском «Колосе».
Сезон 1986 года провёл уже в криворожском «Кривбассе» и снова стал лучшим бомбардиром второй лиги, забив 25 мячей, установив клубный рекорд по забитым голам за сезон. В следующем сезоне получил травму. Операция, лечение и долгое восстановление подтолкнули к решению завершить игровую карьеру.
В следующем году получил предложение играть за команду Северной группы войск, находившуюся в Польше. Тренировал коллектив Алексей Еськов. С командой, за которую выступали такие футболисты, как Валерий Шавейко, Владимир Кобзев, Александр Андрющенко, Насташевский дважды становился победителем первенства Вооружённых Сил.

## После окончания игровой карьеры
В 1992 году, после вывода советских войск из Польши, Насташевский вернулся, в Киев, где до 1995 года работал инструктором по спорту в банке «Инко».
В 1996—1997 годах занимался бизнесом. Одновременно занялся созданием мини-футбольной команды, которая была заявлена во вторую лигу, но вскоре прекратила существование.
В начале 1998 года Насташевский вместе с Сергеем Кузнецовым возглавил команду первой лиги Узбекистана «Кызылкум» Зарафшан, но из-за невыполнения руководством клуба финансовых обязательств, покинули клуб.
Позже работал директором детского футбольного клуба «Евробис», а также директором ФК «Княжа».
С января 2011 года — тренер-селекционер в ДЮФШ «Динамо» (Киев).
Скончался 1 января 2025 года в возрасте 67 лет.

## Достижения
- Чемпион Европы среди юношей (U 18): (1976)
- Чемпион Украины (вторая лига СССР): (1980), (1983)
- Лучший бомбардир второй лиги: (1983, 41 гол), (1984, 22 гола), (1986, 25 голов)

## Семья
Отец, Виктор Михайлович — в прошлом футболист. Младший брат, Николай — профессиональный футболист и тренер, выступал за различные украинские и белорусские клубы. Супруга — Светлана, работала стюардессой, в одном из полётов и состоялось их знакомство. Позже работала ведущим инженером в агентстве «Кий-авиа». Дочь — Алина (1981 г.р.), занималась вольной борьбой. Сын — Алексей (1985 г.р.).